# Monteleone di Fermo
Monteleone di Fermo es un municipio italiano situado en la provincia de Fermo, en la región de Las Marcas. Tiene una población estimada, a fines de febrero de 2025, de 342 habitantes.

## Evolución demográfica
| Gráfica de evolución demográfica de Monteleone di Fermo entre 1861 y 2025 |
|                                                                           |
| Fuente: ISTAT - Elaboración gráfica de Wikipedia                          |